# Naturschutzgebiet Kluckenstein
Das Naturschutzgebiet Kluckenstein ist ein 3,21 Hektar großes Waldgebiet am südöstlichen Rand des zu Stolberg gehörenden Ortes Vicht in der Städteregion Aachen. Es hat seinen Namen nach den dortigen Kluckenssteinen, die ihrerseits als Naturdenkmal und als Bodendenkmal gelistet sind.

## Allgemeines
Mit dem Namen Kluckensteine bezeichnet man bis zu acht Meter hohe Felsrippen in einem Wald in unmittelbarer Nähe des Ortes Vicht. Sie sind Teil eines Felsbandes, das sich von Vicht über Roggenläger, die Orte Friesenrath und Schmithof bis ins belgische Eupen erstreckt. Zweck der Einordnung als Naturschutzgebiet dient der Erhaltung von Felsklippen von landschaftlicher Bedeutung als geologische Besonderheit, der Erhaltung der Felsbereiche als seltener und gefährdeter ökologischer Sonderstandort und der Erhaltung des Niederwaldes bis zum Bachufer.

## Geologie
Die Kluckensteine bestehen aus Vichter Konglomerat, das in der Umgebung von Stolberg beispielsweise auch Gedauer Konglomerat im Naturschutzgebiet Tatternsteine mit Talaue auftritt und im gesamten Muldenbereich der Inde und des Vichtbachs zu finden ist. Bei diesem Gesteinstyp handelt es sich um eine Wechselfolge unverfestigter klastischer Sedimente, sogenanntem Schluff, und Sandstein mit Einschaltungen von Konglomeraten, deren Gerölldurchmesser bis zu 5 cm beträgt. Hinzu kommen geringe Tonanteile. Im Bereich der Kluckensteine bildet dieses klippenartige Felsformationen, die einige Meter breit und bis zu 100 m lang sind. Einzelne Pfeiler erreichen Höhen von bis zu 5 m. Aufgrund von Faltungen des Variszischen Gebirges steht die Schichtung senkrecht. Südlich von Vicht erreicht die komplette Schichtfolge eine Mächtigkeit von 80 m. Da fein- und grobkörnige Bereiche unterschiedlich stark erodieren ist der Schichtwechsel gut erkennbar.
Wissenschaftliche Untersuchungen belegen, dass es sich bei dem Vichter Konglomerat um Schüttungen fluvialer Sedimente aus dem Eifelium, der ersten Hälfte des Mitteldevon handelt, diese also vor circa 390 Millionen Jahren stattfanden. Die Ablagerung eines ausgedehnten Schwemmfächers erfolgte im küstennahen Bereich am Rande eines ausgedehnten Schelfgebietes im Süden des Old-Red-Kontinents am nordwestlichen Rand des Rhenohercynischen Beckens. Diese Schlüsse resultieren aus der Beobachtung, dass sowohl die marinen Einflüsse als auch die Mächtigkeit der Sedimente von Nordwesten nach Südosten zunehmen. Das Gestein besteht aus schlecht gerundeten Komponenten, die als Quarzite, Grauwacken und Sandsteine des Kambriums und Ordoviziums, daneben auch weiße Milchquarz-Kiesel und rote Sandsteine des Unterdevons identifiziert wurden. Lithologisch handelt es sich um ein Fanglomerat.
Die fluvialen Sedimente stammen entweder aus einem Gebiet südöstlich des Brabanter Hochs oder aus dem Kaledonischen Gebirge. Die Paläographie präferiert als Liefergebiet das Brabanter Massiv. Hierfür spricht, dass die Schüttungsrichtung im Bereich der Kluckensteine nach Südosten verläuft und in Richtung Eupen mehrfach von Nordosten nach Süden wechselt. Die Korndurchmesser der Konglomerate steigt dabei im Eupener Raum auf bis zu 13 cm, während die durchschnittliche Mächtigkeit der einzelnen Schichten auf circa 20 m abfällt.

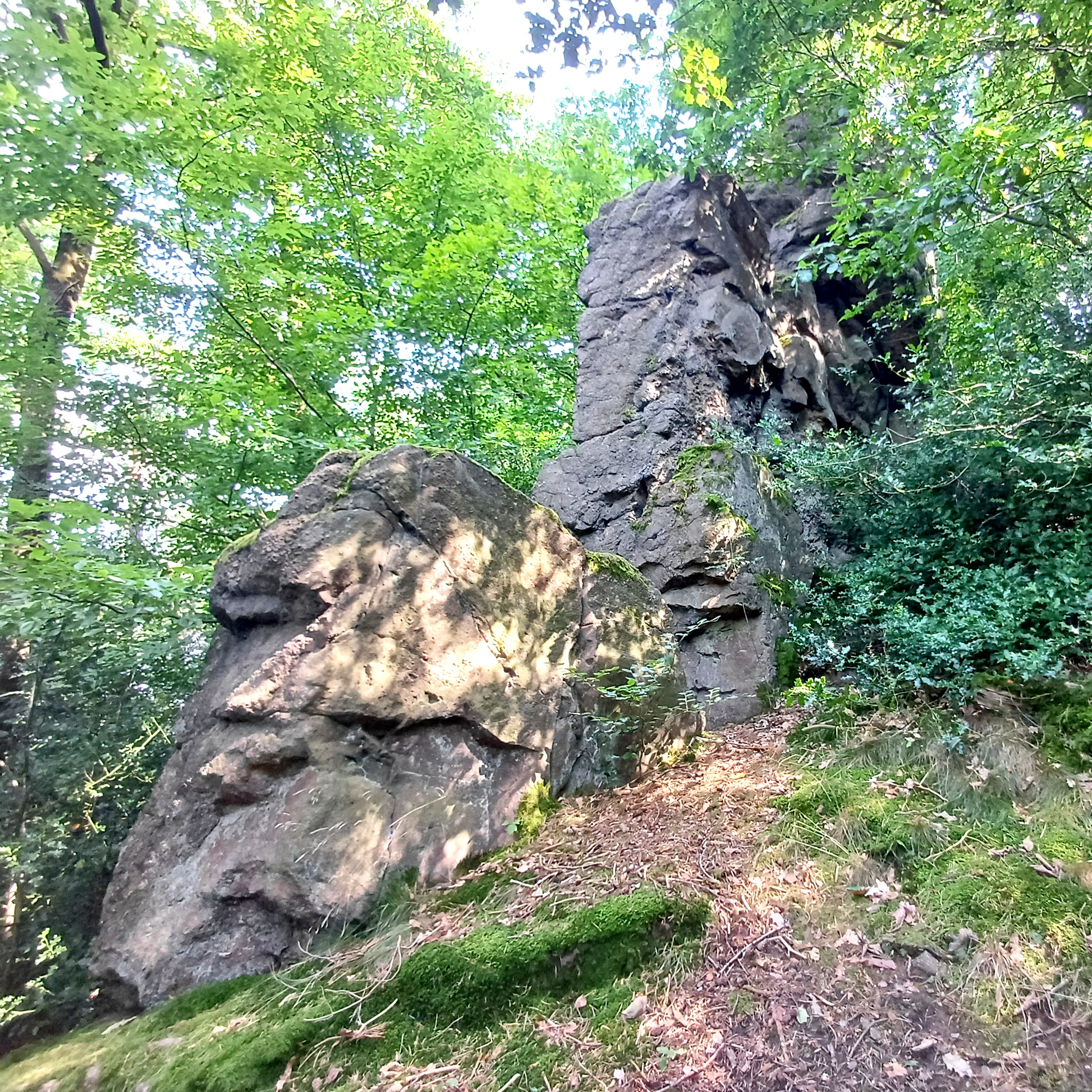
Kluckenstein
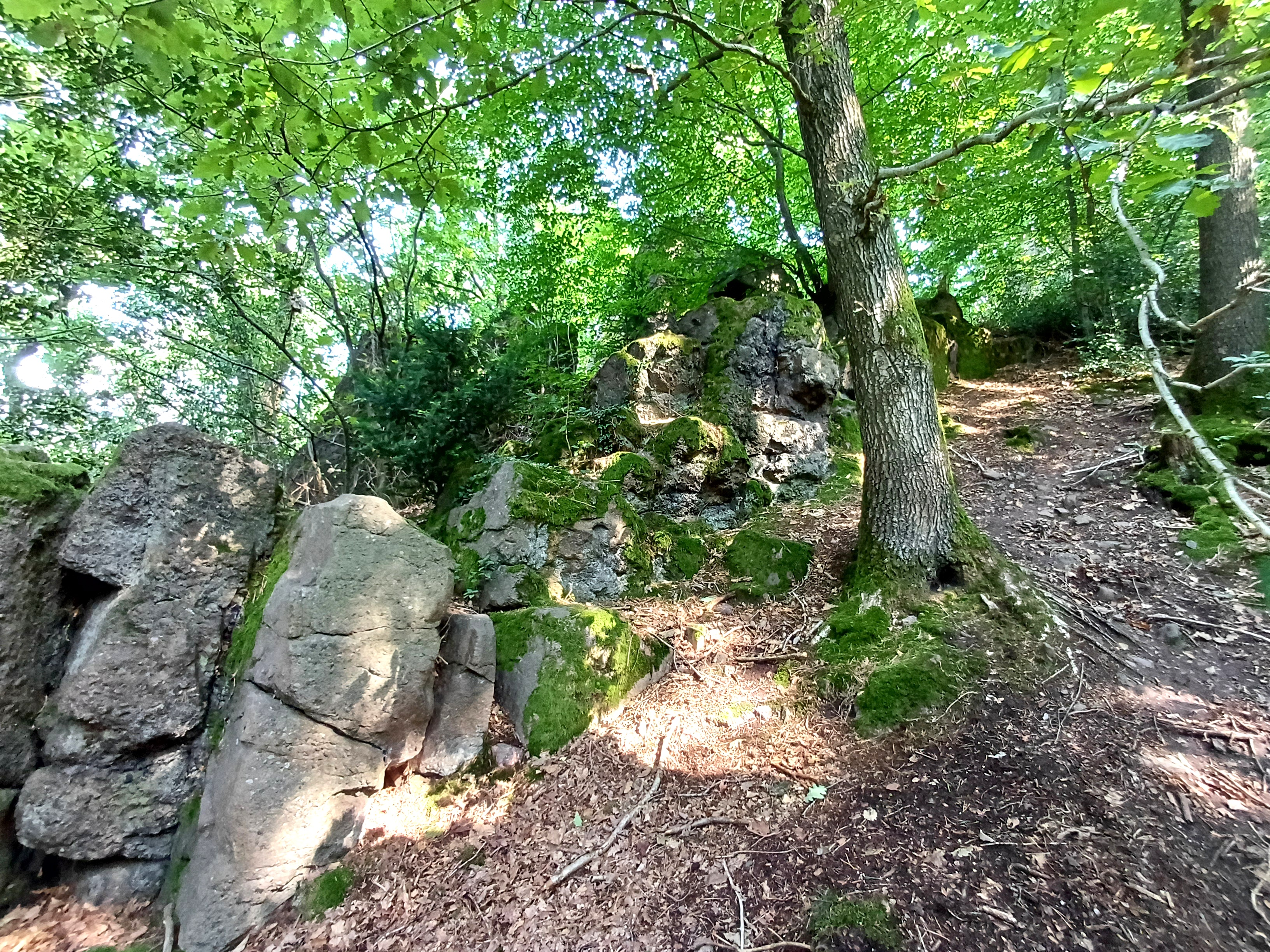
Kluckenstein
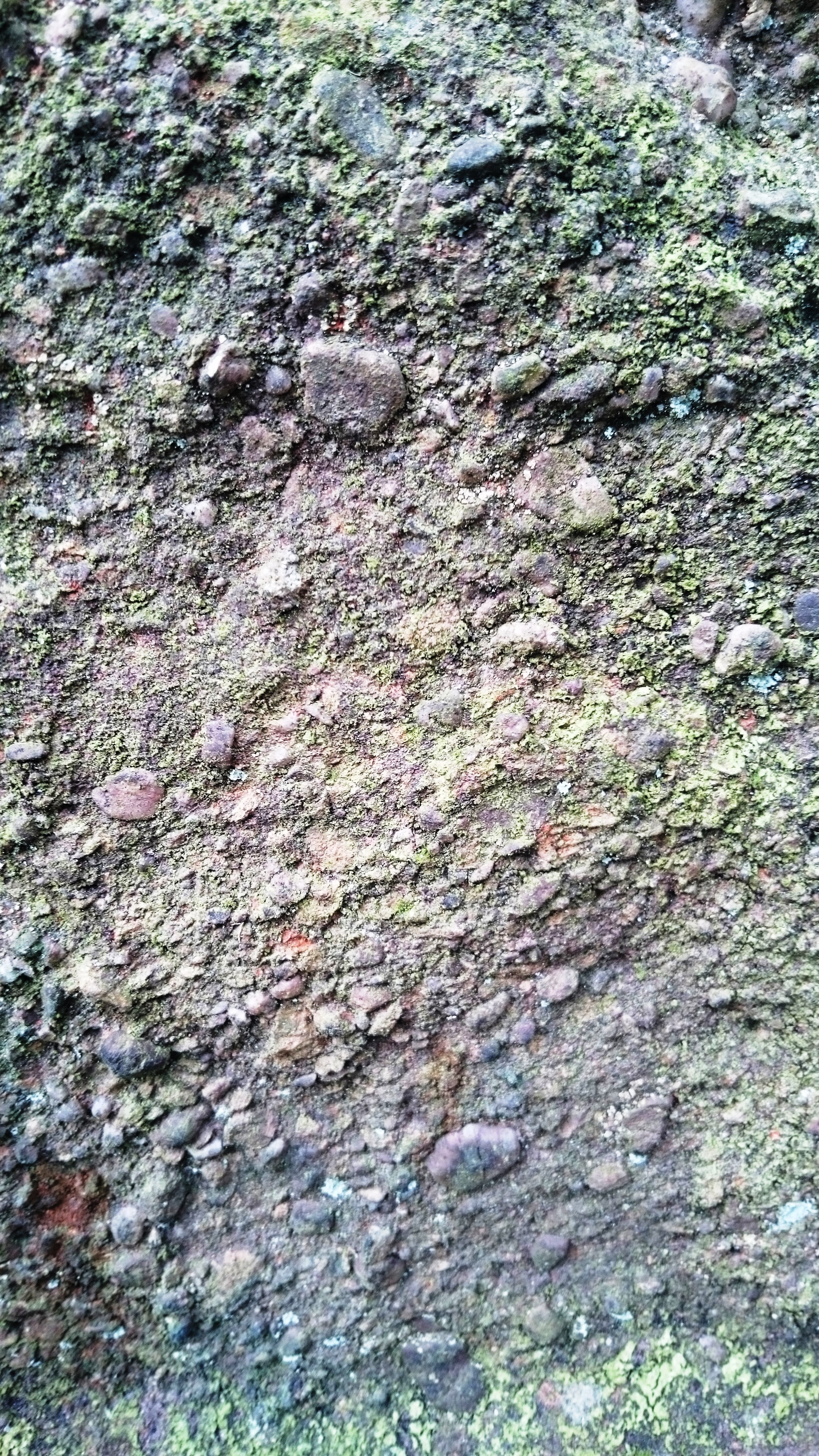
Detail-Aufnahme des Vichter-Konglomerates

## Namensgebung
Der Ursprung des Namens Kluckensteine ist umstritten. Es wird diskutiert, ob die Ähnlichkeit einiger Steine mit Glucken ausschlaggebend für den Namen sein kann. Alternativ wäre es möglich, dass Glockenstein, der an die Zeit der Vichter Eisenindustrie erinnert, für die Namenswahl verantwortlich ist.
Sicher ist, dass die Kluckensteine früher als Steinbruch genutzt wurden, da sich das feuerfeste Material als Isolationsmaterial bei der Eisenverarbeitung eignete.

## Friedenskreuz

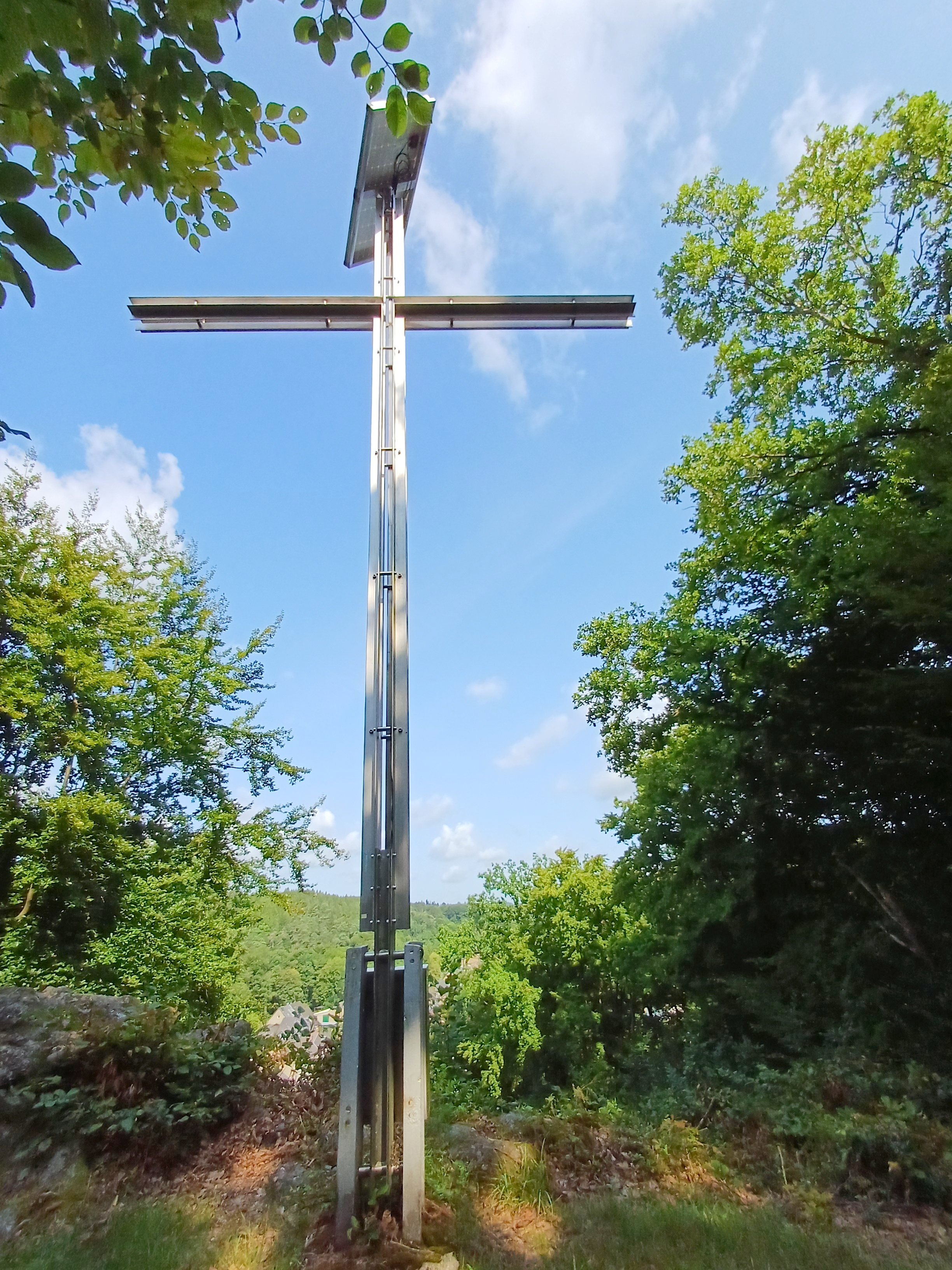
Friedenskreuz

Am höchsten Punkt des Naturschutzgebietes auf einem kleinen Plateau mit Weitblick über das Tal des Vichtbachs errichtete die Vichter St. Sebastianus Schützenbruderschaft auf Initiative von Peter Emmerich in den 1950er Jahren ein Holzkreuz, das als Symbol des Friedens verstanden werden sollte. Nach der Genehmigung durch die Gemeinde wurde das 240 Kilogramm schwere Kreuz im Jahr 1955 per Pferdekarre auf einer Lichtung am Rande des Felsverlaufs der Kluckensteine hochgebracht und so aufgestellt, dass es vom Ort Vicht aus sichtbar ist. Dazu wurden zusätzlich noch Stromkabel den Berg hinauf verlegt, um das Kreuz bei Nacht zu beleuchten. Auf einer am Stamm angebrachten Plakette stand geschrieben: „Friedenskreuz Kluckenstein, errichtet 10 Jahre nach Ende des Zweiten Weltkrieges, als Mahnung stets für den Frieden einzutreten, 1955, durch die Sankt Sebastianus Schützenbruderschaft Stolberg-Vicht.“
Nachdem das Holzkreuz allmählich zu verwittern drohte, wurde es im Jahr 2018 durch ein neues 590 Kilogramm schweres Kreuz aus Edelstahl ersetzt und eingeweiht. Diesmal fand der Transport per Hubschrauber statt. Das Kreuz präsentiert sich in schlichter und klarer Formsprache und ist mit einem vertikalen und horizontalen Lichtband ausgestattet, das von Sonnenenergie über eine Photovoltaikeinheit gespeist wird. Es soll wartungsfrei, vandalismussicher und langlebig vor Korrosion geschützt sein, auf eine Plakette wir beim Vorgängerkreuz wurde diesmal verzichtet.